# 加洛萊
加洛萊是東非國家肯雅的城鎮，由濱海省負責管轄，位於該國東南部塔納河畔，鎮上有市集、醫院和監獄，人口6,932。1959年3月3日，11名拘留犯在該鎮的拘留所被英國獄卒虐打至死，其餘77名拘留犯則受到嚴重永久傷害。
1°30′S 40°02′E / 1.500°S 40.033°E